# Mỏ than Khushuut
Mỏ than Khushuut (tiếng Mông Cổ: Хөшөөт) là một mỏ than ở sum Darvi, tỉnh Khovd, miền tây Mông Cổ.
Mỏ này có trữ lượng than lên tới 460 triệu tấn than cốc, một trong những trữ lượng than lớn nhất ở châu Á và trên thế giới. Mỏ có công suất sản xuất hàng năm là 3 triệu tấn than.